# Von allen geliebt
Von allen geliebt ist ein deutsches Gesellschafts-Filmmelodram aus dem Jahre 1957 von Paul Verhoeven mit einer Altstarriege (Johannes Heesters, Magda Schneider und Hans Nielsen) in den Hauptrollen. Die Dänin Ann Smyrner gab hier ihren Einstand vor einer Filmkamera.

## Handlung
Einst war der schmucke Mann von Welt Rudolf Avenarius die Jugendliebe von Lotte Fürst, heute Mutter zweier wohlgeratener, erwachsener Töchter. Doch die Liebe zu Rudolf ging in die Brüche, da er sich nicht festlegen wollte. Und so blieb Lotte allein und mit gebrochenem Herzen zurück. Doch dies ist schon sehr lange her, und die gestandene Frau, die heute einem Modegeschäft vorsteht, hat in dem gutsituierten Arzt Dr. Johannes Fürst einen (vor allem deutlich zuverlässigeren) Ersatz als Ehemann gefunden. 
Nach vielen Jahren kreuzen sich unerwarteterweise Lottes und Rudolfs Wege erneut: Das Schicksal scheint sich zu wiederholen, denn wie einst Lotte verliebt sich auch ihre bildhübsche Tochter Corinna in den eleganten, mittlerweile graumelierten „Mann in den besten Jahren“. Erwartungsgemäß ist Lotte über diese Verbindung ihrer älteren Tochter mit dem notorischen Schwerenöter alles andere als begeistert. Doch diesmal verkehren sich die Umstände: Corinna verlässt Rudolf und wendet sich dem deutlich jüngeren aber nicht weniger attraktiven Roger Marbeau zu, quasi eine Jugendausgabe von Avenarius.

## Produktionsnotizen
Von allen geliebt entstand wohl Mitte 1957 und wurde am 17. Oktober desselben Jahres im Regina-Kino von Hannover uraufgeführt. 
Max Koslowski übernahm die Produktionsleitung, Erich Kettelhut gestaltete die Filmbauten. 

## Kritik
Der Spiegel urteilte: „Regisseur Paul Verhoeven … drehte diese Filmliebelei reiferer Jahrgänge  … nach einem Roman-Rezept der Frauenzeitschrift »Constanze« und brachte, wie stets, sein eigenes Porträt nach Art alter Meister der Malkunst in der Szenerie unter.“
Im Lexikon des Internationalen Films heißt es knapp: „Eine farblos und flach inszenierte Gesellschaftskomödie im Stil der Marlitt-Romane.“